# Кшиве (Олецький повіт)
Кшиве (пол. Krzywe, нім. Krzywen, 1934-45 Bergenau) — село в Польщі, у гміні Свентайно Олецького повіту Вармінсько-Мазурського воєводства.
Населення — 104 особи (2011).
У 1975-1998 роках село належало до Сувальського воєводства.

## Демографія
Демографічна структура станом на 31 березня 2011 року:
|          | Загалом | Допрацездатний вік | Працездатний вік | Постпрацездатний вік |
| -------- | ------- | ------------------ | ---------------- | -------------------- |
| Чоловіки | 50      | 10                 | 36               | 4                    |
| Жінки    | 54      | 12                 | 29               | 13                   |
| Разом    | 104     | 22                 | 65               | 17                   |

## Особистості
- Франц Бродовський (нім. Franz Brodowski; 6 квітня 1922 — 8 травня 1997) — німецький політик, член ландтагу Північного Рейну-Вестфалії і Соціал-демократичної партії.